# Croton laui
Espèce
Croton laui est une espèce de plantes à fleurs du genre Croton et de la famille Euphorbiaceae présente sur Hainan.
Il a pour synonyme :
- Croton hainanensis, Merr. et F.P.Metcalf, 1937